# والایش

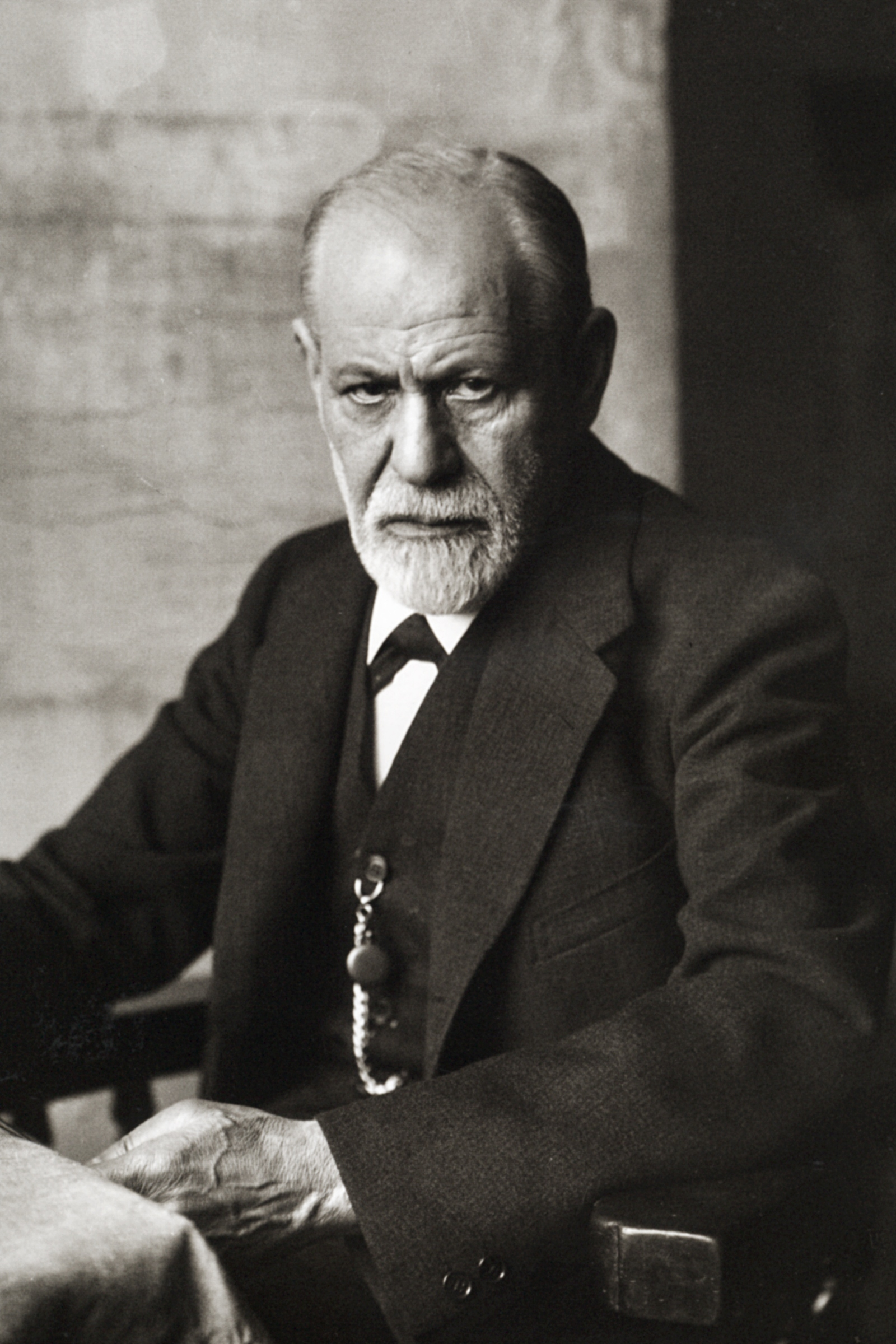
زیگموند فروید، ۱۹۲۶

والایش عبارت است از فرایند ناخودآگاه حل آرزوهای ناکام از طریق فعالیت‌هایی که از نظر اجتماعی مقبول و پذیرفته است. فروید بر این باور بود که می‌توان هنر، موسیقی، رقص، شاعری، تحقیق علمی و دیگر فعالیت‌های خلاقانه را برای کانالیزه کردن انرژی‌های مختلف در جهت رفتارهای سازنده به کار برد؛ مثلاً اشخاص بسیار پرخاشگر ممکن است به ارتش بروند یا به ورزش بوکس روی بیاورند یا به دیگر ورزش‌های رزمی بپردازند. به باور فروید تقریباً همهٔ آرزوهای قوی ممکن است والایش شوند. والایش در سطح ناخودآگاه روی می‌دهد. کسانی که شخصیت مضطرب دارند، ممکن است ترس خود را از انتقاد شدن و تحویل گرفته نشدن با تلاش‌های خود برای خشنود ساختن دیگران والایش نمایند.

## نیچه
در بخش ابتدایی کتاب انسانی زیادی انسانی، با عنوان «از اولین و آخرین چیزها»، فریدریش نیچه می‌نویسد:
به لحاظ فلسفی، هیچ رفتار خودگذشتگی واقعی و هیچ دیدگاه کاملاً بی‌طرفانه‌ای وجود ندارد. هر دو صرفاً تصعیدهایی هستند که در آن‌ها عنصر اصلی تقریباً تبخیر شده و حضورش تنها به مشاهده دقیق قابل تشخیص است. آنچه ما در حال حاضر به آن نیاز داریم و می‌توانیم به آن دست یابیم، شیمی مفاهیم و احساسات اخلاقی، مذهبی، زیبایی‌شناختی و همچنین احساساتی است که در امور بزرگ و کوچک جامعه و تمدن تجربه می‌کنیم و حتی در تنهایی نیز آن را احساس می‌کنیم. اما چه اگر این شیمی ثابت کند که حتی در این حوزه، باشکوه‌ترین نتایج با پست‌ترین و محقرترین مواد به دست آمده‌اند؟ آیا بسیاری حاضر خواهند بود که به چنین تحقیقاتی ادامه دهند؟ بشر دوست دارد پرسش‌های مربوط به منشأ و آغاز خود را کنار بگذارد: آیا نباید تقریباً غیرانسانی باشد تا بتواند مسیر مخالف را دنبال کند؟